# Schweizer Studentenverbindungen

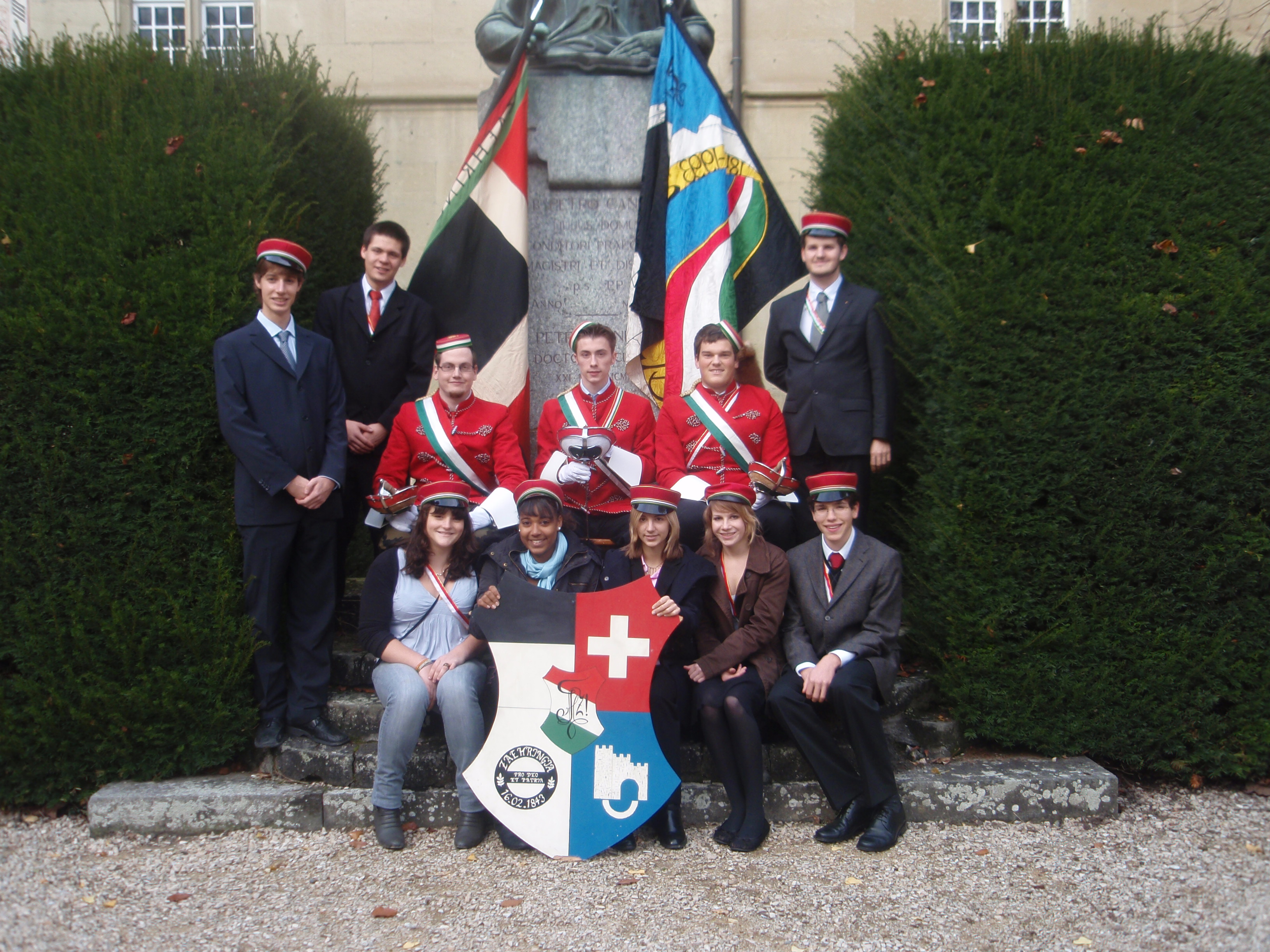
Gemischte Studentenverbindung (GV Zähringia) in Freiburg im Üechtland

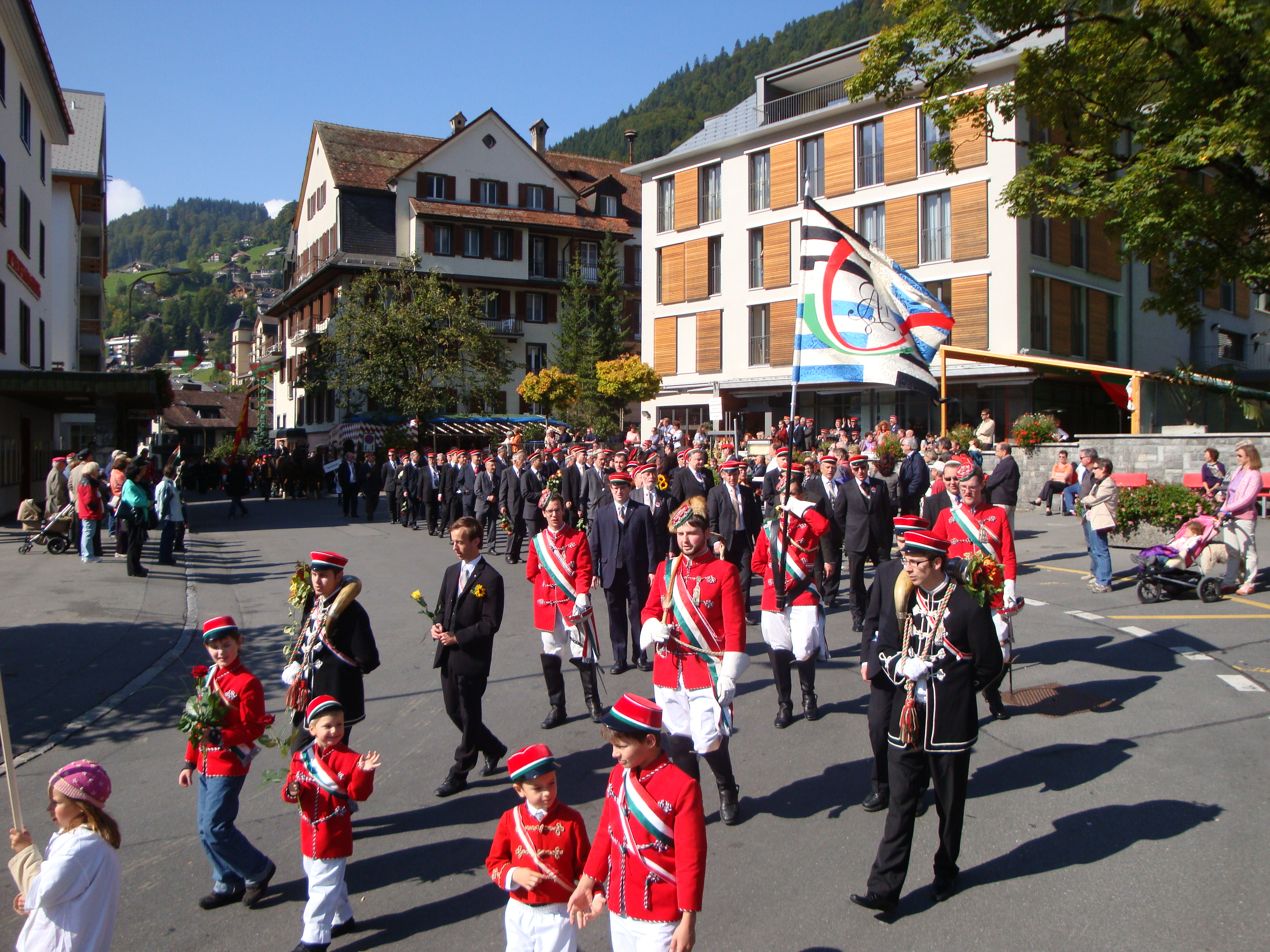
Chargierte bei einem Festumzug des Schweizerischen Studentenvereins

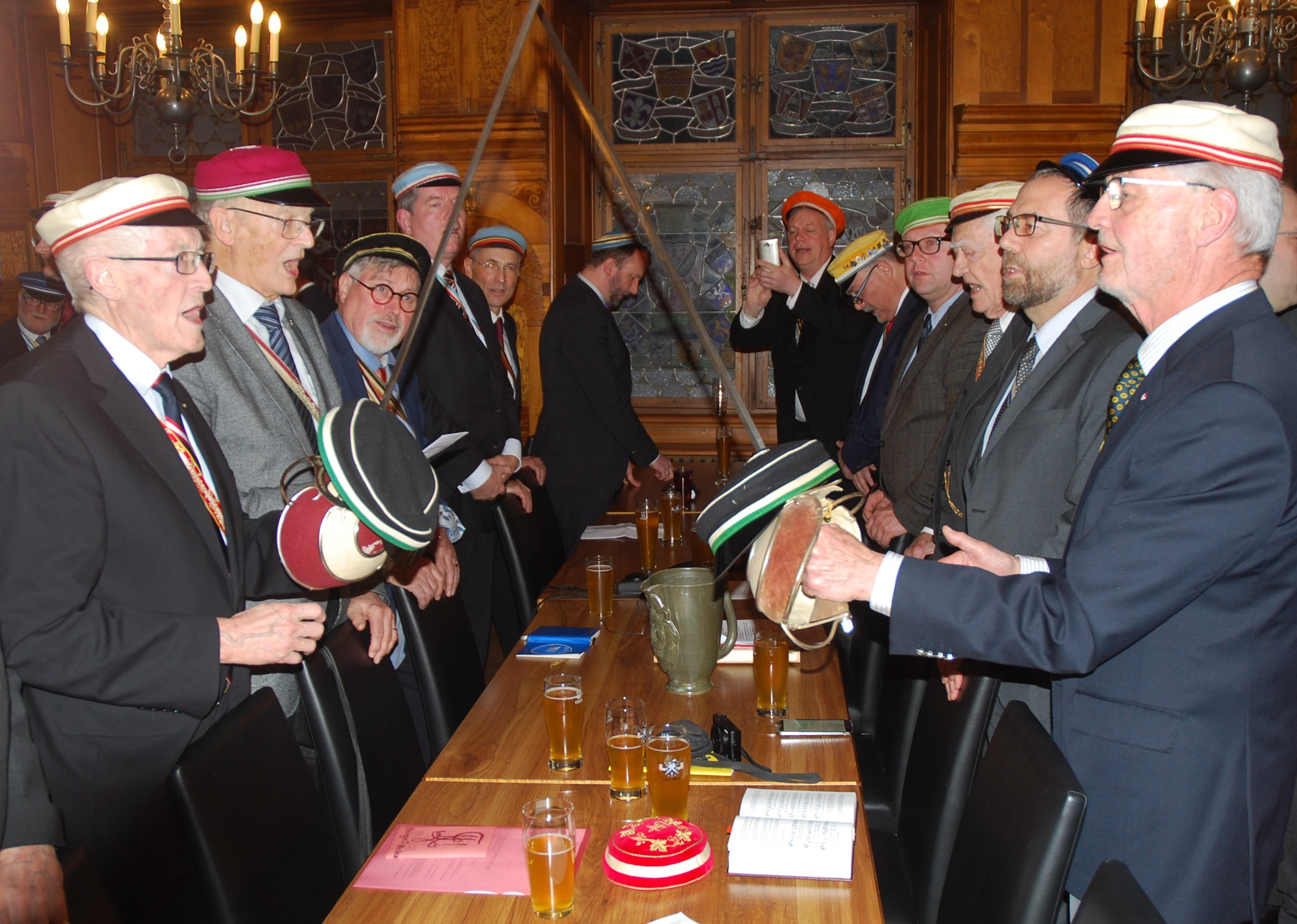
Landesvater in Basel (2020)

Zurzeit bestehen 530 Schweizer Studentenverbindungen. Dazu zählen nicht nur akademische Korporationen an Hochschulen und Universitäten, sondern auch Schülerverbindungen, Berufsvereinigungen, Turn- und Sportvereine, sprachliche, regionale und religiöse Zusammenschlüsse, Abstinenzler und nicht wenige Mädchenverbindungen. Die älteste Studentenverbindung in der Schweiz ist die 1806 in Lausanne gegründete Société d’Étudiants de Belles-Lettres. Der gegenwärtige Präsident der Schweizerischen Vereinigung für Studentengeschichte ist Severin Stadler, Mitglied der Akademischen Turnerschaft Rhenania Bern in der Schweizerischen Akademischen Turnerschaft (SAT) in Bern.

## Geschichte
Studentische „Gesellschaften“ sind in der Schweiz seit dem 18. Jahrhundert belegt. Die einzige traditionelle Volluniversität war die 1460 gegründete Universität Basel; sonst gab es in der deutschsprachigen Schweiz nur kleinere Bildungseinrichtungen im Range von Akademien und Kollegien ohne Promotionsrecht. Daher prägte sich die studentische Kultur dort weniger stark aus. Viele Schweizer gingen zum Studium nach Deutschland, wo sie im frühen 19. Jahrhundert viele landsmannschaftlich ausgerichtete Corps namens Helvetia gründeten, so in Freiburg im Breisgau (1815–1822, 1830–1834), Göttingen (1824–1829), Heidelberg (1811–1817, 1859–1862), München (1830–1831), Tübingen (1811–1816) und Würzburg (um 1805, 1820–1824).
Als in den frühen 1830er Jahren die protestantischen, kantonalen Volluniversitäten Zürich und Bern gegründet wurden, kamen die Schweizer wieder in ihr Land zurück und brachten die studentischen Bräuche aus Deutschland mit. In diesen Jahren begannen die ersten Schweizer Verbindungen Couleur zu tragen und Mensuren zu fechten. Mit Ausnahme von Heidelberg 1859–1862 gab es danach auch kein Corps Helvetia mehr an einer deutschen Universität.

## Unterschiede

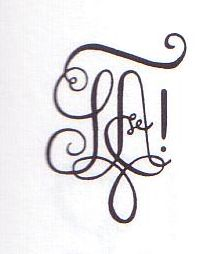
Artusia Aarau (1910–1912)

Das Schweizer Korporationswesen ähnelt dem in Deutschland und Österreich, allerdings mit einem Unterschied: Die drei großen Dachverbände Schweizerische Zofingerverein (Zofingia), Studentenverbindung Helvetia und der Schweizerische Studentenverein (StV), dem deutschen CV nahestehend, wurden von Anfang an als Dachverband gegründet und entstanden nicht aus Zusammenschlüssen einzelner Verbindungen. Daneben gehörten ihnen von Anfang an Verbindungen an Universitäten und Schülerverbindungen an. Letztere sind in der Schweiz weitaus häufiger anzutreffen als in Deutschland. Teilweise war es den Mittelschulverbindungen bis ca. 1957 verboten, in einem Verband mit Hochschulverbindungen zu sein.
Zudem waren alle drei Verbände ebenfalls von Anfang an politische Vereine. Der StV stand anfangs dem katholisch-konservativen Lager nahe, die Zofingia vor ihrer Aufspaltung und Trennung von der Helvetia den radikalen bzw. liberalen Bewegungen (heute FDP.Die Liberalen) und protestantischem Gedankengut des Reformators Zwingli. Bei der Gründung des heutigen Bundesstaates 1848 spielte sie eine wesentliche Rolle.
Eine Besonderheit des Schweizerischen Korporationswesens liegt darin, dass auch an den Universitäten und Fachhochschulen im französischsprachigen Landesteil Verbindungen nach deutschsprachigem Vorbild existieren, deren Umgangssprache Französisch ist. Es existieren neben den mehrsprachigen Dachverbänden Zofingia (D, F), Schweizerische Studentenverbindung Helvetia (D, F), Schweizerischer Studentenverein (D, F, I, Rumantsch) und Falkensteinerbund (D, F) auch rein französischsprachige Dachverbände, die Stella Helvetica und die Société d’Étudiants de Belles-Lettres.

## Dachverbände
- Aarburger Cartellverband – ACV[4]

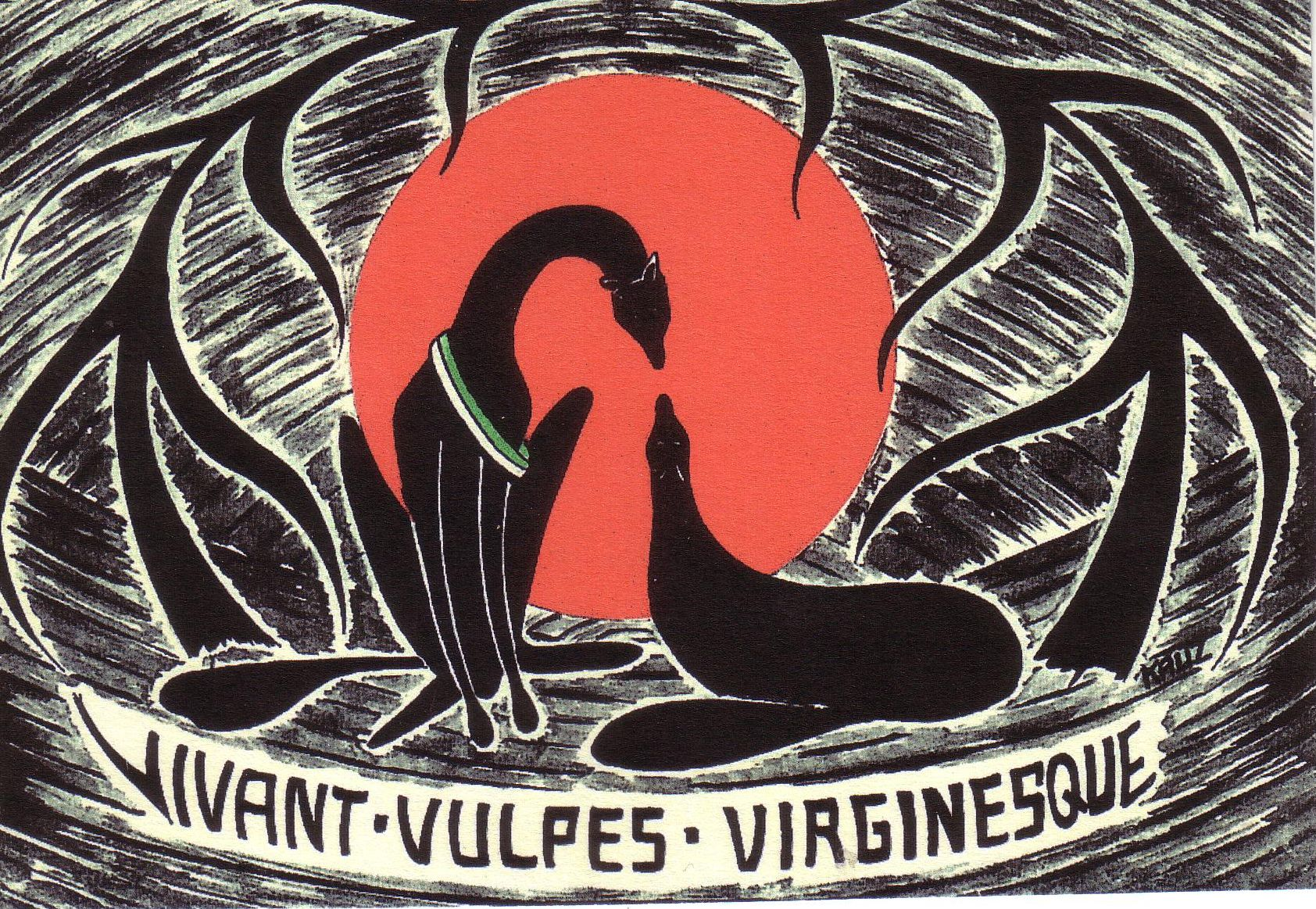
Es leben die Füchse und die Jungfrauen!

- Abstinente Schweizerische Burschenschaft – ASB
- Aarburger Seniorenconvent – ASC
- Abstinentenverband „Junge Schweiz“ – AVJS
- Bremgarten-Kartell – BK
- Cartellverband der katholischen deutschen Studentenverbindungen – CV
- Falkensteinerbund – FB
- Federazione Goliardica Ticinese – FGT
- Katholischer Deutscher Verband – KDV
- Kartell jüdischer Verbindungen – KJV
- Kösener Senioren-Convents-Verband – KSCV
- Kartellverband katholischer deutscher Studenten – KV
- Ring Katholischer Burschenschaften – RKB
- Ring Katholischer Schweizer Burschenschaften – RKSB
- Schweizerische Akademische Turnerschaft – SAT[5]
- Schweizerischer Bund Abstinenter Mädchen (nach 1926: Iduna) – SBAM
- Schweizerischer Studentenverein – Schw.StV oder StV[6]
- Weinheimer Senioren-Convent – WSC

## Gesamtschweizerische Verbindungen

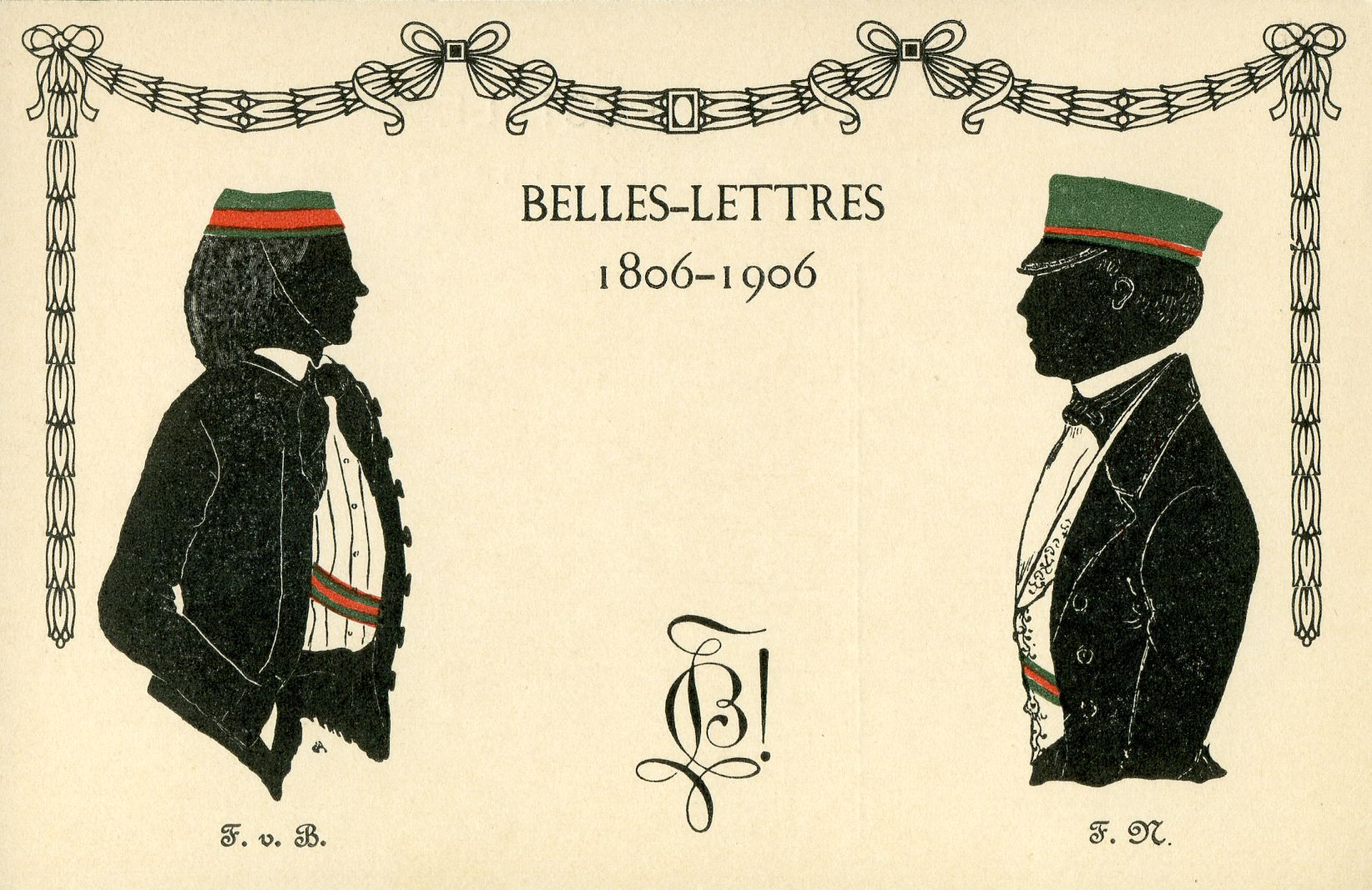
Postkarte der schweizerischen Studentenverbindung Belles-Lettres, Sektion Lausanne aus dem Jahre 1906 anlässlich des hundertjährigen Bestehens.

In der Schweiz besteht die Besonderheit, dass viele Verbindungen nicht nur an einem bestimmten Studienort bestehen, sondern als gesamtschweizerische landesübergreifende Verbindungen existieren, die in einzelne sogenannte „Sektionen“ an den jeweiligen Studienorten aufgeteilt sind. Es bestehen und bestanden folgende Gesamtschweizerische Verbindungen:
- Schweizerischer Zofingerverein (Société suisse d'étudiants de Zofingue)[7]
- Schweizerische Studentenverbindung Helvetia (Société suisse d'etudiants Helvétia)
- Société d’Étudiants de Belles-Lettres
- Stella Helvetica
- Schweizer Kartell Industria

## Örtliche Verbindungen
- Société d’Étudiants Germania Lausanne

## Turnerschaften
Die Turnerschaften in Basel, Bern und Zürich haben sich alle gegen Ende des 19. Jahrhunderts und zu Beginn des 20. Jahrhunderts aus den jeweiligen universitären Turnvereinen entwickelt. Als solche hatten sie 1832 auch an der Gründung des Eidgenössischen Turnvereins (heute Schweizerischer Turnverband) mitgewirkt. Sie sind in der Schweizerischen Akademischen Turnerschaft (SAT) vereinigt, allesamt pflichtschlagend und gehören dem Schweizerischen Waffenring an. Die deutlich jüngeren Turnerschaften in Lausanne und Genf gehörten ebenfalls der SAT an, sind jedoch heute suspendiert. Der gemeinsame Wahlspruch der Schweizerischen Turnerschaften lautet mens sana in corpore sano.

### Basel
Die Akademische Turnerschaft Alemannia Basel wurde im Jahre 1819 als Turnverein Basel gegründet. Seit 1905 besteht sie unter ihrer aktuellen Bezeichnung als Akademische Turnerschaft Alemannia Basel.

### Bern
Gegründet wurde die Akademische Turnerschaft Rhenania Bern im Jahre 1816 als Vaterländische Turngemeinde, sie ist damit die älteste Hochschulverbindung und der älteste Turnverein in der Schweiz.

### Zürich
Als Gründungsdatum der Akademischen Turnerschaft Utonia Zürich gilt der 21. Februar 1873. Sie wurde von ehemaligen Mitgliedern des Studenten- und Polytechniker Turnvereins gegründet, dessen Ursprünge bis ins Jahr 1824 zurückreichen.

### Suspendierte Turnerschaften
- Akademische Turnerschaft Jurassia Lausanne (gegründet am 16. November 1897 als U.T.V. Lausanne)[12]
- Akademische Turnerschaft Rhodania Genf (gegründet am 12. Dezember 1896 als S.T.V Genf)[12]

## Corps

### Basel

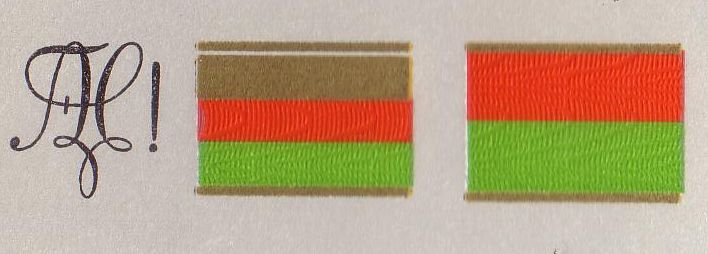
Alamannia

Alamannia (1869–1878): Die Vorverbindung war eine am 25. Mai 1865 gegründete Landsmannschaft mit unbedingter Satisfaktion. Sie paukte seit 1867 mit der Burschenschaft Teutonia zu Freiburg im Breisgau. Das Corps wurde am 20. November 1869 gestiftet. Der Wahlspruch war Eintracht macht stark! Alamannia renoncierte am 26. Mai 1870 beim Freiburger Senioren-Convent. Am 2. März 1871  wurde sie in den KSCV recipiert. Auf dem oKC 1872 hatte sie SC-Stimme. Am 23. Mai 1873 suspendiert, wurde sie am 7. Februar 1877 durch den Übertritt von Angehörigen der Basler Gold-Helvetia (rot-weiß-gold) rekonstituiert. Alamannia suspendierte am 2. November 1878 erneut und erlosch in der Zwischenkriegszeit. Letzter Alter Herr war vermutlich Dr. med. Ernst Rippmann († 1941), Kantonsrat und Stadtrat in Stein am Rhein. Archivalien des Corps wurden 1955 von Max Richter an das Institut für Hochschulkunde gegeben. Alamannia war befreundet mit Brunsviga Göttingen, Hasso-Borussia, Thuringia Jena, Saxonia Leipzig, Nassovia und Tigurinia. Vorstellungsverhältnisse bestanden mit Rhenania Heidelberg, Palatia Straßburg und Suevia München. Unter den 44 Mitgliedern waren Emil Burckhardt, Emil Burckhardt-De Bary, Ludwig Gelpke, Heinrich Gelzer, Léopold Greppin, Ernst von Sury und Victor Schultze.

### Bern

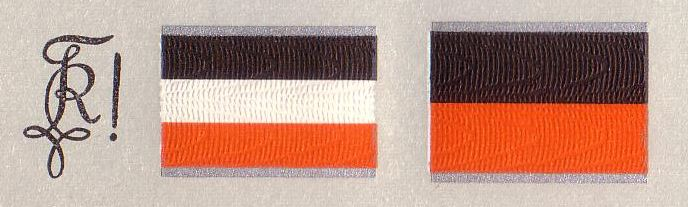
Rhenania Bern

Rhenania I (grün-rot-gold) wurde 1842 gegründet und am Ende des Wintersemesters 1842/43 behördlich aufgelöst. Sie wurde am 15. Mai 1847 rekonstituiert und im Mai 1848 abermals suspendiert.
Rhenania II (blau-weiß-rot) entstand am 5. Februar 1852 aus dem Neu-Zofingerverein und wurde bald darauf suspendiert.
Rhenania III (1870–1880): Die drei Stifter stammten aus dem Kanton Thurgau, dem Kanton St. Gallen und dem Kanton Schwyz. Alle drei waren Freiburger Schwaben, zwei auch Nassauer und Tiguriner. Sie stifteten Rhenania III am 18. Juli 1870. Der Wahlspruch war Amico pectus, hosti frontem! Von den 49 Mitgliedern waren 43 Schweizer, vier Deutsche, ein Ire und ein Österreicher. Das Corps wurde am 27. Mai 1871 in den Kösener SC-Verband aufgenommen. Es suspendierte vor Pfingsten 1875 für ein Jahr. Rhenania war befreundet mit Nassovia, Suevia München und Grün-Helvetia. Mitglieder waren Friedrich Brunner, Eugen Landau, Louis Mürset, Emile Rodé, Paul Salvisberg, Wilhelm Schmid, Martin Stamm. Das Corps suspendierte endgültig am 3. Dezember 1880.

### Genf
Das einzige Corps in Genf war Teutonia (1889–1917), moosgrün-gold-schwarz.

### Lausanne
Hansea (1887–1892): Schwarz-weiß-rot. Die Verbindung nannte sich seit 1887 Société d’Étudiants Germania Lausanne, erst im letzten Jahr Hansea. Die Germania besteht noch heute.
Alpigenia (1910–1915): Schwarz-weiß-gold

### Zürich

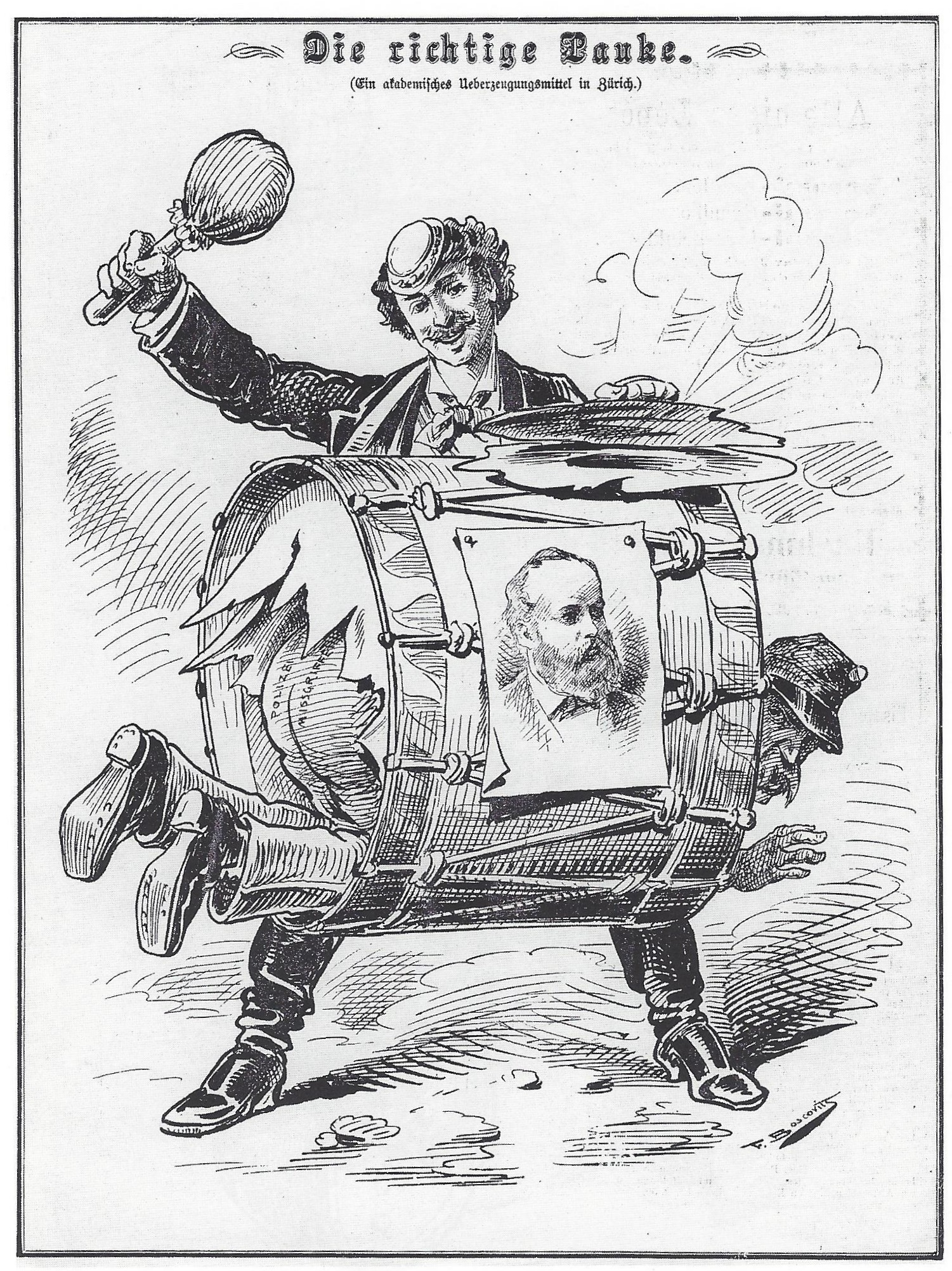
Direktor Geiser in der Pauke (1885)

Während die Korporationen an der kantonalen Universität Zürich nach deutschem Vorbild frei waren, wurden die Corps und Landsmannschaften am Eidgenössischen Polytechnikum von der Hochschulverwaltung unterdrückt.

#### Grün-Helvetia (1878–1885)
Als Sektion der Schweizerischen Studentenverbindung Helvetia  war 1865 in Zürich die sog. Rot-Helvetia entstanden. Sie wollte die unbedingte Satisfaktion als Verbandsprinzip einführen. Als sie damit scheiterte, schied sie 1874 aus dem Zentralverband aus und gründete am 24. Juli 1874 die Blau-Helvetia. Die zum Corpsstudententum neigenden Mitglieder stellten am 17. Januar 1878 bei Tigurinia den Renoncierungsantrag. Die anderen blieben „Verbindung“. Das Corps nahm die Couleur weiß-rot-blau mit hellblauen Mützen an. Da Tigurinia gegen das Mützenblau Einspruch einlegte, entschied sich Helvetia für hellgrün-gold-rot mit hellgrünen Mützen. Als Stiftungstag wurde der 15. Februar 1878 festgesetzt. Am 1. Juni 1878 wurde Grün-Helvetia in den KSCV aufgenommen. Sie trat in befreundete Verhältnisse mit Rhenania Bern (SS 1878), Suevia Straßburg (WS 1879/80) und Rhenania Freiburg (WS 1881/82). Mehrbändermänner hatte sie außerdem mit Suevia Tübingen, Thuringia Jena, Suevia München, Brunsviga München, Isaria und Makaria München. Nach Tigurinias erster Suspension erhielt Grün-Helvetia vom oKC 1884 SC-Rechte. Wegen einer unerfreulichen Mensur wurden Helvetia und Tigurinia vom Statthalteramt Zürich am 13. März 1882 aufgelöst. Tigurinia firmierte ein Semester als Teutonia, Helvetia bis zum Sommersemester 1883 als Hansea.
Nach den Kösener Corpslisten 1930 (Nr. 144) hatte Grün-Helvetia 30 Mitglieder. Außer Schweizern waren es Deutsche, ein Pole, ein Türke, ein Amerikaner, ein Argentinier und ein Engländer. Mensuren wurden in Zürich, Bern, Basel, Adliswil, Ermatingen, Baden, Amriswil und Illnau gefochten. Seit dem Frühjahr 1884 wurde nicht mehr in Zürich, sondern „im Reich“, in Straßburg, Heidelberg, Freiburg im Breisgau, Tübingen, München und Würzburg gepaukt. Von 155 dokumentierten Mensuren gingen 74 gegen Tigurinia und 16 gegen Zähringia Bern. Teure Paukreisen, Streitereien und schlechter Nachwuchs setzten dem Corps zu. Im Februar 1884 unter Kuratel der Alten Herren und Inaktiven gestellt, beschloss der Corpsburschenconvent am 15. Februar 1885 die Suspension, die am 2. Mai 1885 bestätigt wurde. Ein Rekonstitutionsversuch wurde nie unternommen. Grün-Helveter waren Albert Dubler, Halil Edhem-Bey, Carl Mayer von Mayerfels, Heinrich Morf und Alfred von Planta. Die Archivalien des Corps (Protokollbücher, Paukbuch etc.) befinden sich im Staatsarchiv des Kantons Bern (SVSt-Archiv). Das Wappenschild der Grün-Helvetia hängt auf der Kneipe der Schweizerischen Helvetia Zürich.

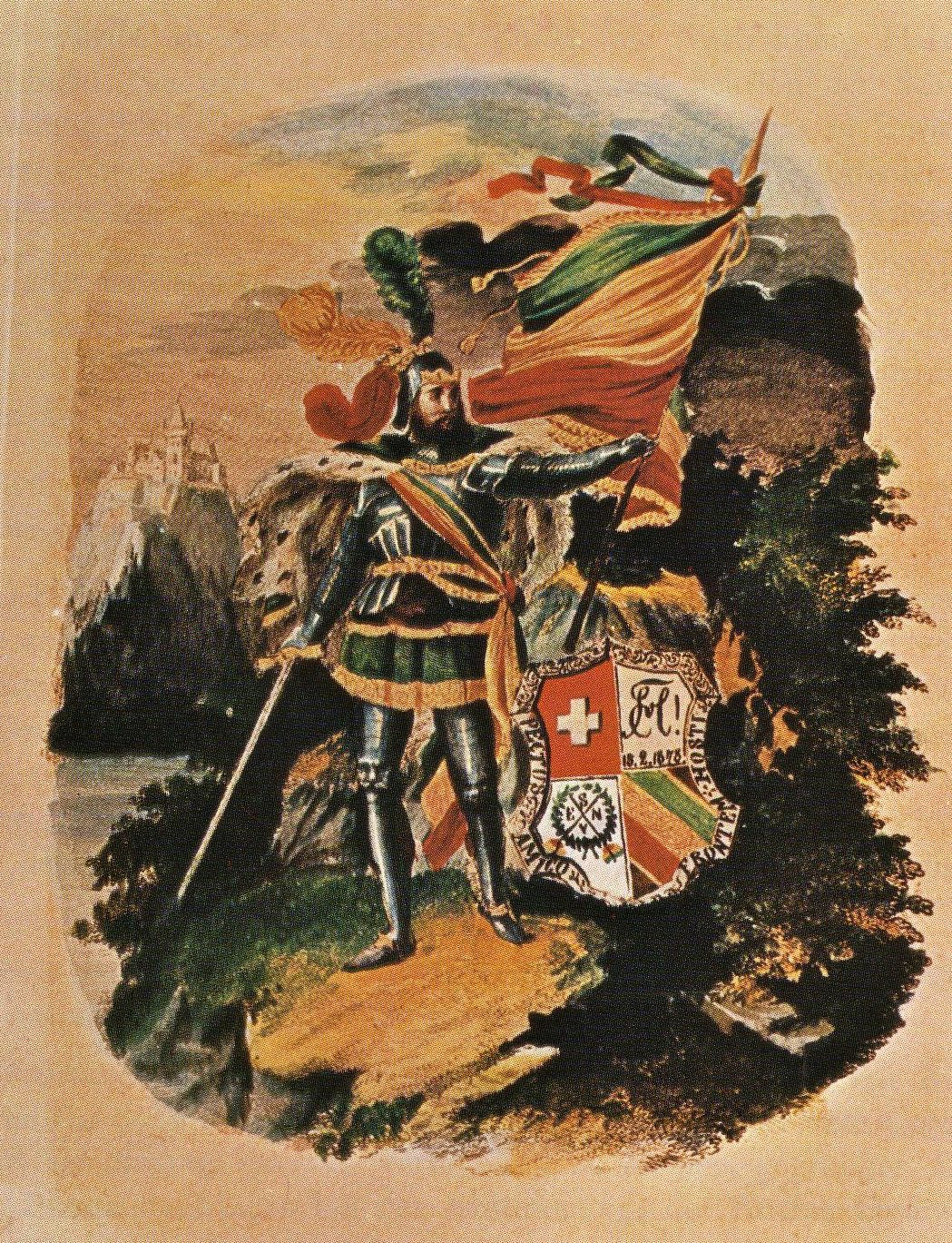
Wappen
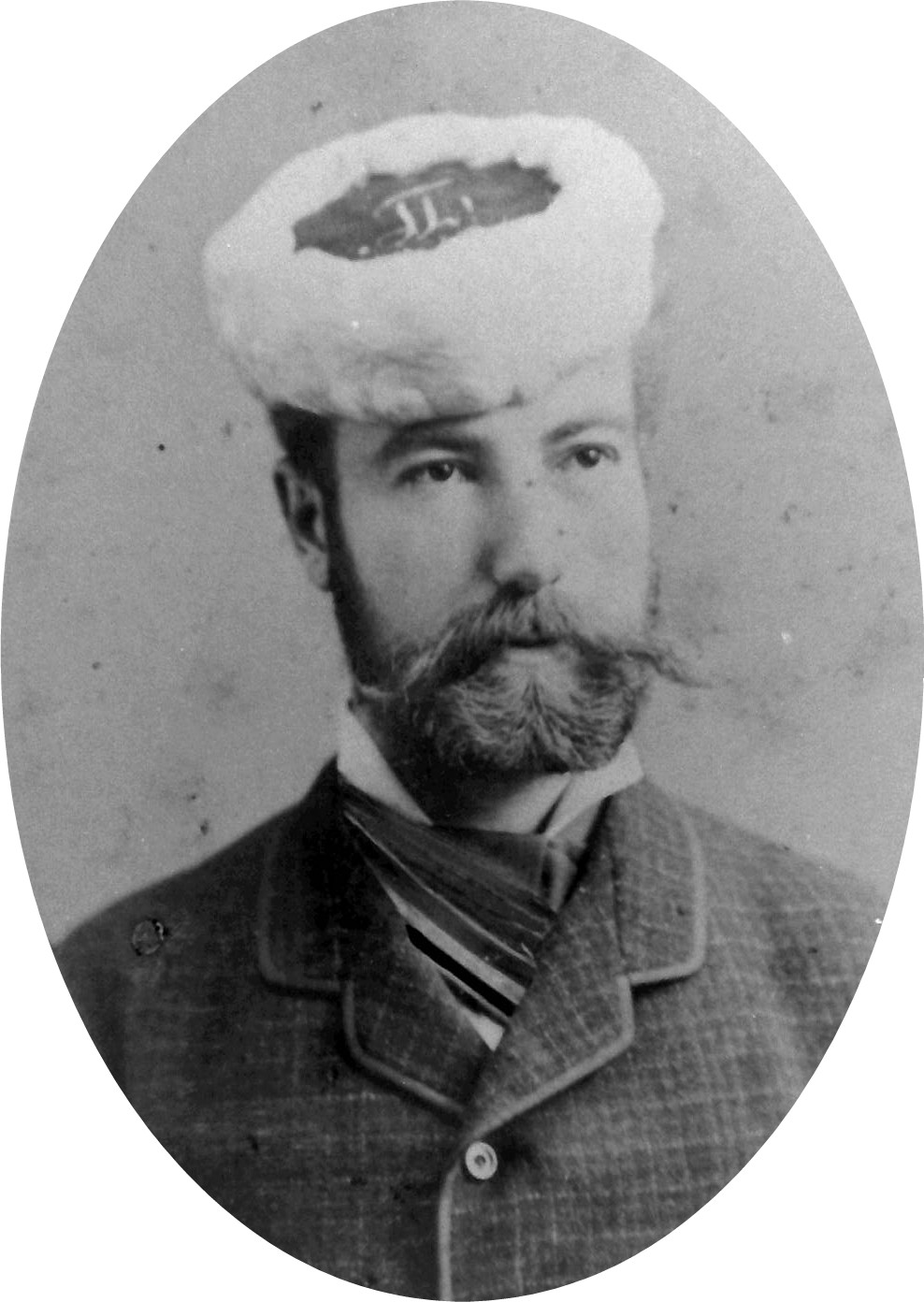
Albert Dubler
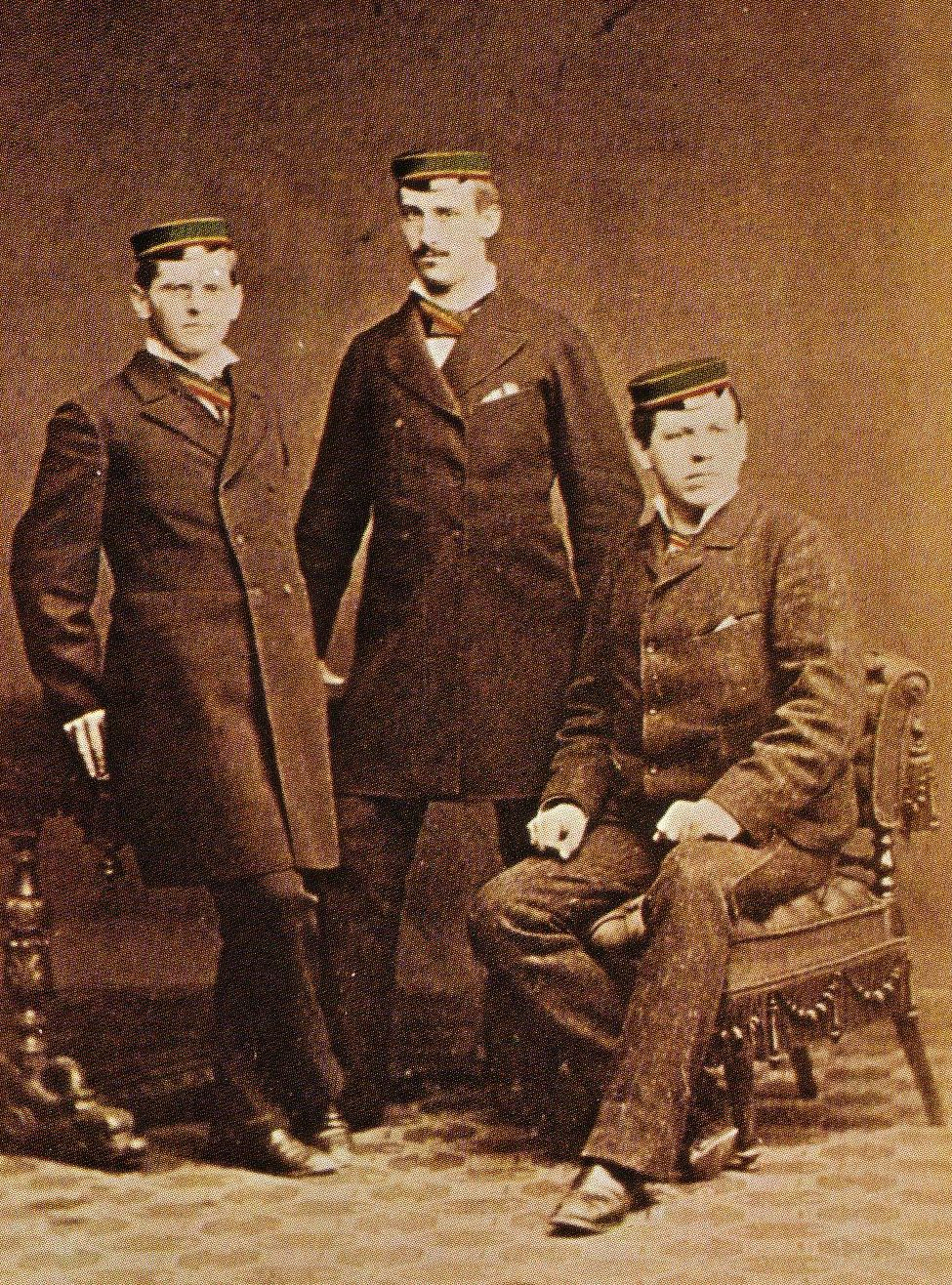
Die Erstchargierten 1880–1882: Keller, v. Planta und Eich

## Jüdische Verbindungen und Vereine

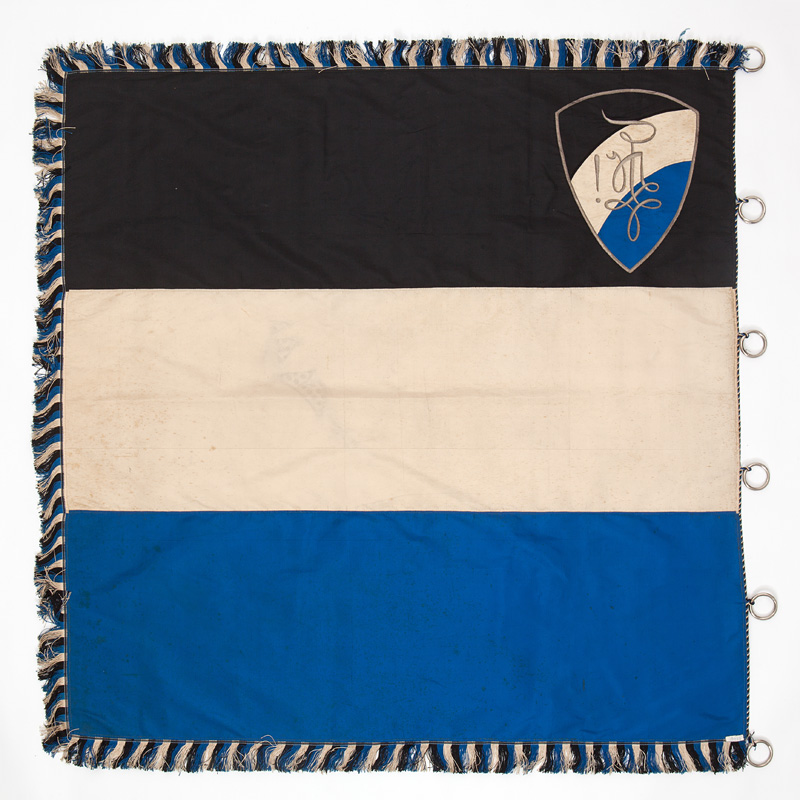
Fahne der Basler Verbindung Nehardea, mit den Farben des Zionismus, in der Sammlung des Jüdischen Museums der Schweiz.

Zum gänzlich erloschenen Verbindungs- und studentischen Vereinswesen gehören die jüdischen Zusammenschlüsse in der Schweiz. Entstanden waren sie im Zuge der jüdischen Emanzipation nach dem 1. Basler Zionistenkongress (1897) und bei der Abwehr des Antisemitismus auf akademischem Boden. Im Kartell der Jüdischen Korporationen der Schweiz (KJK) waren drei farbentragende Verbindungen zusammengeschlossen: In Basel die Jüdisch-Akademische Verbindung Neharda, 1911 gegründet, schwarz-weiß-blau, Lebensverbindung mit zionistischer Tendenz, und die Verbindung Jordania, von Ost-Europäischen Juden gegründet. In Bern die Nationaljüdische (zionistische) Studentenvereinigung Kadimah, 1901 gegründet, violett-weiß-rot. 1914 nahm sie die 1912 vertagte Maccabea auf. Sie suspendierte im Sommersemester 1920. In Zürich den Jüdisch-Nationalen Studentenverein Maccabea, gegründet 1910, braun-grün-violett auf weiß, suspendiert im November 1912. Sowohl Maccabea als auch Ivria gaben Satisfaktion nur auf schweren Säbel. Ihre Zentralfeste fanden im Turnus in Bern, Basel und Zürich statt. In Zürich bestanden außerdem die Jüdisch-Akademische Verbindung Ivria (grün-schwarz-gold auf gold, suspendiert Frühjahr 1919) und der Jüdische Verein Haeschaschar (seit 1903, Zipfel mit den Farben blau-weiß-gold, Duellverbot, Aufnahme von jüdischen Studierenden beiderlei Geschlechts, Suspendierungsdatum unbekannt). Nichtfarbentragende Verbindungen und Vereine jüdischer Studierender gab es bis 1937 in Basel, Bern, Lausanne und Zürich.

## Burschenschaften
Anders als in Deutschland und Österreich gab es in der Schweiz lange Zeit keine Burschenschaften. 1865 wurde am Polytechnikum Zürich mit der Gesellschaft Deutscher Studenten eine Studentenverbindung mit burschenschaftlichen Tendenzen gegründet, die sich ab 1905 Teutonia Zürich nannte und 1921 ein Freundschaftsverhältnis mit der Deutschen Burschenschaft einging. Ihr gehörten überwiegend Studenten aus Deutschland an. Anders als die Burschenschaften in Deutschland und Österreich wahrte die Teutonia politische Neutralität. Das Freundschaftsverhältnis hielt bis zur Auflösung der Deutschen Burschenschaft 1935. 1970 musste Teutonia suspendieren.
1959 wurde, ebenfalls in Zürich, die Katholische Burschenschaft der Glanzenburger gegründet, die zunächst enge Kontakte zu den katholischen Burschenschaften Deutschlands hielt. 1976 trat die Burschenschaft dem Schw. StV bei. 2012 benannte sie sich um in Akademische Burschenschaft der Glanzenburger.

## Schweizerische Verbindungen im Ausland
- Belgien: Löwen
- Böhmen: Prag
- Deutschland: Berlin, Dillingen, Eichstätt, Freiburg i. Br., Göttingen, Heidelberg, Karlsruhe, Leipzig, Mainz, Mittweida, München, Münster, Reutlingen, Strelitz, Stuttgart, Tübingen, Würzburg
- Frankreich: Delle, Évians-les-Bains, Paris, Straßburg, Thonon
- Italien: Como, Mailand, Monza, Rom, Turin
- Österreich: Innsbruck, Wien